# Vlado Kalember
Vlado Kalember (1953. április 26.) horvát énekes, gitáros, a Srebrna krila együttes frontembere.

## Életútja
1978-tól a Srebrna krila (Ezüst szárnyak) együttes tagja volt. 1984-ben Jugoszlávia színeiben Izolda Barudžijaval indult az Eurovíziós Dalfesztiválon, ahol 18. helyezést értek el Ciao amore c. számukkal.
1987-ben Vlado Kalember szólókarrierbe kezdett, később tagja volt a 4 asa nevű formációnak. Felesége Ana Rucner csellista.
Legismertebb dalai: "Vino na usnama", "Evo noći evo ludila", "Suzana" és "Nek živi ljubav". 

## Diszkográfia
- 1987 - Vino na usnama
- 1988 - Čija si u duši
- 1990 - Sedam ruža
- 1994 - Evo noći, evo ludila
- 1995 - Sve najbolje (best of)
- 1996 - Pjevaj, raduj se
- 1997 - Ponoć otkucava
- 1999 - Za ljubav me ne pitaj
- 2001 - Rano mi je zaspati
- 2004 - Volim te do neba
- 2013 - Najljepše ljubavne pjesme - best of

## Forrás
- Discogs